# Újszilvás
Újszilvás là một thị trấn thuộc hạt Pest, Hungary. Thị trấn này có diện tích 38,98 km², dân số năm 2010 là 2703 người, mật độ 69 người/km².